# Isla (Rumunia)
Isla (węg. Iszló) – wieś w Rumunii, w okręgu Marusza, w gminie Hodoșa. W 2011 roku liczyła 327 mieszkańców.